# Studtita

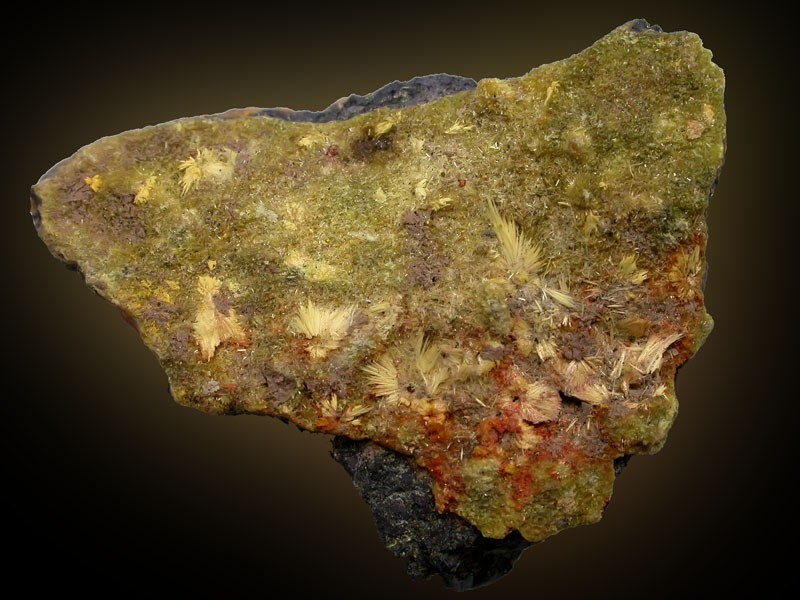
Studtita

Studtita, fórmula química [(UO2)O2(H 2O)2]·2(H2O) ou UO44(H 2 O), é um mineral secundário de urânio contendo peróxido formado pela alfa-radiólise da água durante a formação. Ocorre como cristais amarelo-claros a brancos, semelhantes a agulhas, geralmente em jatos aciculares e brancos.
A studtita foi originalmente descrita por Vaes em 1947 a partir de espécimes da mina Shinkolobwe em Catanga, na República Democrática do Congo, e desde então foi relatada em várias outras localidades. O mineral recebeu esse nome em homenagem a Franz Edward Studt, um garimpeiro e geólogo inglês que trabalhava para os belgas.
Quando exposta ao ar, a studtita se converte em um curto espaço de tempo na forma metastudita UO4 ·2(H2O). Apesar de sua aparente simplicidade química, essas duas espécies de uranilo são os únicos minerais peróxidos relatados.
Eles também podem ser facilmente formados na superfície de resíduos nucleares armazenados por longo prazo e foram encontrados na superfície de combustível nuclear usado armazenado no local nuclear de Hanford, Washington. Também foi relatado que studtita se formou nas lavas de cório que foram criadas durante o acidente da usina nuclear de Chernobil. Assim, há evidências consideráveis de que peróxidos de uranila, como studtita e metastudtita, serão fases de alteração importantes de resíduos nucleares, possivelmente em detrimento de outros minerais, como óxidos de uranila e silicatos, que foram mais profundamente estudados e são mais bem compreendidos. A formação desses minerais pode impactar o desempenho de longo prazo de locais de repositórios geológicos profundos. Devido à informação insuficiente sobre esses minerais, não se sabe se eles tornarão os resíduos radioativos mais ou menos estáveis, mas a presença de studtita e metastudtita fornece um caminho para mobilizar U(IV) insolúvel da superfície do combustível em corrosão em espécies de uranila solúveis.